# Уть (притока Сожу)
Уть (біл. Уць, Вуць) — річка в Білорусі, ліва притока Сожа.